# Шатобелер
Шатобелер (англ. Chateaubelair — крупная рыболовецкая деревня на подветренном (западном) побережье острова Сент-Винсент. Расположена южнее вулкана Суфриер, является административный центром округа Сент-Дэвид. Четвёртый по размеру населённый пункт острова. В 2012 году численность населения деревни составляла 5756 человек. В окрестностях деревни сохранились наскальные рисунки, оставленные, как предполагается, представителями коренного индейского населения.